# Carlota Guilhermina de Anhalt-Bernburg-Schaumburg-Hoym
A princesa Carlota Guilhermina de Anhalt-Bernburg-Schaumburg-Hoym (24 de Novembro de 1704 - 11 de Novembro de 1766) foi uma nobre alemã e a primeira condessa-consorte de Hesse-Philippsthal-Barchfeld.

## Origens
Carlota Guilhermina era a segunda filha do segundo casamento de Lebrecht, Príncipe de Anhalt-Zeitz-Hoym com a baronesa Everardina de Weede, uma aristocrata católica dos Países Baixos, filha do barão Johann Georg von Weede, governador Grave. Carlota tinha cinco irmãos direitos do segundo casamento do pai, mas ela foi a única a deixar descendentes. Do primeiro casamento do pai, tinha mais quatro meios-irmãos, sendo o mais conhecido o sucessor do seu pai, Vítor I, Príncipe de Anhalt-Bernburg-Schaumburg-Hoym.

## Casamento e descendência
Carlota casou-se a 31 de Outubro de 1724 com Guilherme, Conde de Hesse-Philippsthal-Barchfeld, filho de Filipe, Conde de Hesse-Philippsthal e da princesa Catarina de Solms-Laubach. Juntos, tiveram quinze filhos:
1. Carlota de Hesse-Philippsthal-Barchfeld (26 de Abril de 1725 - 9 de Janeiro de 1798), casada com Alberto, Conde de Isenburg-Büdingen-Wächtersbach; sem descendência.
2. Guilherme de Hesse-Philippsthal-Barchfeld (18 de Março de 1726 - 17 de Abril de 1726), morreu com um mês de idade.
3. Frederico, Conde de Hesse-Philippsthal-Barchfeld (13 de Fevereiro de 1727 - 13 de Novembro de 1777), casado com a princesa Sofia Henriqueta de Salm-Grumbach; sem descendência.
4. Filipe de Hesse-Philippsthal-Barchfeld (8 de Agosto de 1728 - 17 de Dezembro de 1745), morreu aos dezassete anos de idade.
5. Joana Carlota de Hesse-Philippsthal-Barchfeld (22 de Janeiro de 1730 - 23 de Outubro de 1799), nunca se casou nem teve filhos.
6. Carolina de Hesse-Philippsthal-Barchfeld (18 de Janeiro de 1731 - 29 de Junho de 1805), nunca se casou nem teve filhos.
7. Ulrica Leonor de Hesse-Philippsthal-Barchfeld (27 de Abril de 1732 - 2 de Fevereiro de 1795), casada com Guilherme, Conde de Hesse-Philippsthal; com descendência.
8. Carlos Guilherme de Hesse-Philippsthal-Barchfeld (7 de Fevereiro de 1734 - 16 de Fevereiro de 1764), morreu aos trinta anos de idade; sem descendência.
9. Ana de Hesse-Philippsthal-Barchfeld (14 de Dezembro de 1735 - 7 de Janeiro de 1785), casada com Luís Adolfo, Conde de Lippe-Detmold; sem descendência.
10. Jorge de Hesse-Philippsthal-Barchfeld (29 de Maio de 1737 - 27 de Setembro de 1740), morreu aos três anos de idade.
11. Doroteia Maria de Hesse-Philippsthal-Barchfeld (13 de Dezembro de 1738 - 26 de Setembro de 1799), casada com João Carlos I, Príncipe de Löwenstein-Wertheim-Virneburg; com descendência.
12. Cristiano de Hesse-Philippsthal-Barchfeld (26 de Março de 1740 - 11 de Julho de 1750), morreu aos dez anos de idade.
13. Luís Frederico de Hesse-Philippsthal-Barchfeld (5 de Maio de 1741 - 15 de Novembro de 1741), morreu aos seis meses de idade.
14. Adolfo, Conde de Hesse-Philippsthal-Barchfeld (29 de Junho de 1743 - 17 de Julho de 1803), casado com a princesa Luísa de Saxe-Meiningen; com descendência.
15. Augusto de Hesse-Philippsthal-Barchfeld (12 de Setembro de 1745 - 31 de Outubro de 1745), morreu com um mês de idade.

Carlota morreu a 11 de Novembro de 1766, seis anos depois do marido.

## Genealogia
| Carlota Guilhermina de Anhalt-Bernburg-Schaumburg-Hoym | Pai: Lebrecht, Príncipe de Anhalt-Zeitz-Hoym | Avô paterno: Vítor Amadeu, Príncipe de Anhalt-Bernburg | Bisavô paterno: Cristiano II, Príncipe de Anhalt-Bernburg     |
| Carlota Guilhermina de Anhalt-Bernburg-Schaumburg-Hoym | Pai: Lebrecht, Príncipe de Anhalt-Zeitz-Hoym | Avô paterno: Vítor Amadeu, Príncipe de Anhalt-Bernburg | Bisavó paterna: Leonor Sofia de Schleswig-Holstein-Sonderburg |
| Carlota Guilhermina de Anhalt-Bernburg-Schaumburg-Hoym | Pai: Lebrecht, Príncipe de Anhalt-Zeitz-Hoym | Avó paterna: Isabel do Palatinado-Zweibrücken          | Bisavô paterno: Frederico, Conde Palatino de Zweibrücken      |
| Carlota Guilhermina de Anhalt-Bernburg-Schaumburg-Hoym | Pai: Lebrecht, Príncipe de Anhalt-Zeitz-Hoym | Avó paterna: Isabel do Palatinado-Zweibrücken          | Bisavó paterna: Ana Juliana de Nassau-Saarbrücken             |
| Carlota Guilhermina de Anhalt-Bernburg-Schaumburg-Hoym | Mãe: Everardina de Weede                     | Avô materno: George Johann van Weede                   | Bisavô materno: Johan Heer van Weede                          |
| Carlota Guilhermina de Anhalt-Bernburg-Schaumburg-Hoym | Mãe: Everardina de Weede                     | Avô materno: George Johann van Weede                   | Bisavó materna: Catharina de Cuyper                           |
| Carlota Guilhermina de Anhalt-Bernburg-Schaumburg-Hoym | Mãe: Everardina de Weede                     | Avó materna: Agnes Margareta von Raesfeld              | Bisavô materno: Reiner von Raesfeld                           |
| Carlota Guilhermina de Anhalt-Bernburg-Schaumburg-Hoym | Mãe: Everardina de Weede                     | Avó materna: Agnes Margareta von Raesfeld              | Bisavó materna: Margaretha van Leefdael                       |